# Grande rivière de la Baleine
Pour les articles homonymes, voir Baleine (homonymie).
La Grande rivière de la Baleine est une rivière du Grand Nord du Québec qui se jette dans la Baie d'Hudson. Elle coule vers l'ouest dans le territoire non organisé de Baie-d'Hudson, dans le Nunavik, dans la région administrative du Nord-du-Québec, au Québec, au Canada.
Cette rivière est reconnue pour la population de bélugas de la baie d'Hudson, qui fréquentent les zones près de son embouchure.

## Géographie

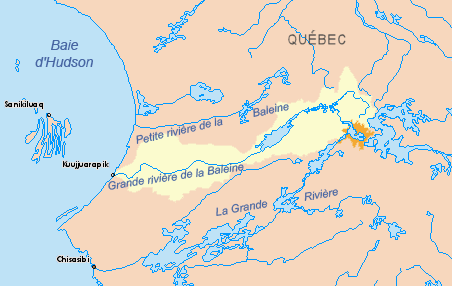
Bassin versant

La Grande rivière de la Baleine prend sa source à proximité du réservoir de Caniapiscau, traverse le lac Bienville suivant une orientation est-ouest et atteint la baie d'Hudson, à la hauteur du village cri de Whapmagoostui et du village inuit de Kuujjuarapik. Sa longueur est de 724 km tandis que son bassin couvre 42 700 km2. D'importantes chutes pouvant atteindre 15 ou 20 m de hauteur perturbent son cours. Ses affluents principaux sont la rivière Coats et la rivière Denys.
Parallèlement (du côté nord) à la Grande rivière de la Baleine, coule sur une distance de 380 km la Petite rivière de la Baleine dont l'embouchure se trouve à environ 100 km au nord-est de la première.

## Principaux affluents
- Rivière Coats
- Rivière Denys
- Rivière Kwakwatanikapistikw
- Rivière Laguerne

## Liste des lacs de la partie supérieure
Dans la partie supérieure, la rivière coule à travers de nombreux lacs, dont les principaux sont :
• lac Saint-Luson
• lac Girauday
• lac Lamberville
• lac Gournay
• lac Prieur
• lac Cognac
• lac Roman
• lac Poncy
• lac Molleville
• lac Chastenay
• lac Turreau
• lac Naudin
• lac Raguideau
• lac Bourgtalon
• lac Bouvante
• lac Novereau
• lac Decoigne
• lac Jacquemont
• lac Delaroche
• lac Sanchagrin
• lac Danneville
• lac Sablons
• lac Maravat
• lac Ducasse
• lac Laurac
• lac Chastenet
• lac Magne
• lac Maurel
• lac Louet
• lac Wasatimis
• lac Bienville
• lac Paimpoint.

## Histoire

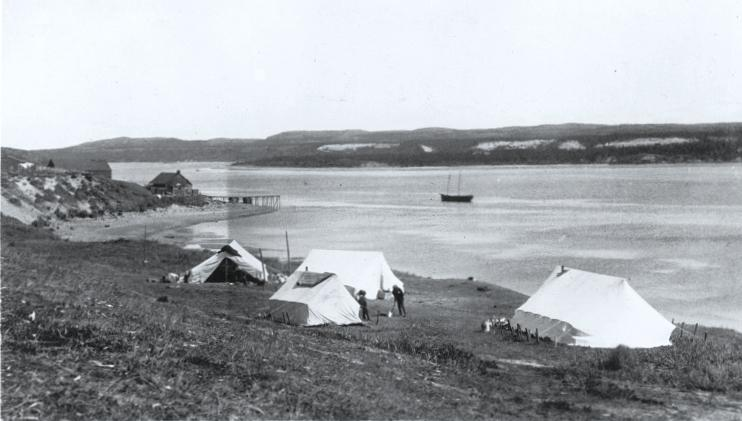
Établissement d'un campement temporaire à la Grande rivière de la Baleine, Révillon Frères, 1922

La Grande rivière de la Baleine était un endroit privilégié par les Cris et les Inuits pour la chasse au béluga longtemps avant l'arrivée des Européens. Même si les deux peuples étaient nomades, l'embouchure de la rivière était fréquemment un lieu de campements pour eux et servait aussi comme frontière non officielle.
Au milieu du XVIIIe siècle, la Compagnie de la Baie d'Hudson établit un poste de traite qu'elle nomme Fort Richmond. C'est le début de l'établissement permanent qui allait devenir Poste-de-la-Baleine.
En 1921, Révillon Frères y établissait un nouveau poste.

## Toponymie
Appelée Whapmagoostui (rivière à la Baleine) par les Cris en raison des nombreux bélugas qu'on y rencontre, elle fut baptisée Great Whale River au XVIIIe siècle par les Britanniques. À cause d'une mauvaise traduction, elle fut longtemps appelée la rivière de la Grande Baleine avant que son nom soit officiellement corrigé en 1962 par la Commission de géographie du Québec.

## Activités économiques ou Navigation ou Production hydroélectrique
Dans ses eaux, on retrouve une importante population de bélugas chassés depuis longtemps par les Cris et les Inuits de la région.
Plusieurs pourvoiries organisent des voyages de pêche ou de chasse au caribou dans la région. Les espèces de poisson les plus recherchées dans la rivière sont le saumon de l'Atlantique, le touladi, l'omble de fontaine (truite de mer) et le grand brochet. Puisqu'aucune route ne se rend jusqu'à la Grande rivière à la Baleine, le voyage se fait en avion et en hélicoptère.

## Glissement de terrain de 2021
Le 22 avril 2021, les rives de la Grande rivière de la Baleine se sont affaissées lors d'un glissement de terrain de 40 m sur une longueur 1,8 km et une largeur de 500 m. Le glissement de terrain s'est produit à 9 km en amont des communautés de Kuujjuarapik et de Whapmagoostui.  Le volume de terre déplacé est de 45 000 000 m3 ce qui en fait le second glissement de terrain au Québec après celui de Saint-Alban en 1894. Le glissement de terrain n'a fait aucune victime. Le glissement de terrain a été produit par des argiles marines sensibles qui ont été laissées par le retrait de la mer de Tyrrell il y a 8 000 ans. Un bouchon s'est créé sur la rivière et les débris s'étendent sur quelques kilomètres en amont en en aval du lieu de la catastrophe. La présence d'argile en suspension dans l'eau a rendu la rivière très trouble jusqu'à l'embouchure sur la baie d'Hudson. Selon Denis Demers, spécialiste des glissements de terrain du Ministère des Transports et de la Mobilité durable, la rivière pourrait prendre plusieurs années avant de retrouver son cours normal. 